# Atlético Clube Lagartense
L'Atlético Clube Lagartense, noto anche semplicemente come Lagartense, è una società calcistica brasiliana con sede nella città di Lagarto, nello stato del Sergipe.

## Storia
Il club è stato fondato l'11 agosto 1992. Il Lagartense ha vinto il Campionato Sergipano nel 1998. Il club ha partecipato alla Coppa del Brasile nel 1999 e nel 2001, dove fu eliminato al primo turno in entrambe le edizioni, rispettivamente dal Fluminense e dal Santa Cruz.

## Palmarès

### Competizioni statali
- Campionato Sergipano: 1

1998